# Patrick Hunout
Patrick Hunout est un Président d'ONG et un scientifique (psychologie sociale, sociologie et économie) qui a élaboré le modèle tripartite du changement sociétal (1995-1996).

## Biographie
Patrick Hunout est le fondateur de The International Scope Review (1998) et de The Social Capital Foundation (2002), basées à Bruxelles dont le but est de contribuer à la restauration du lien social par le renforcement de l'esprit de communauté. Il s'intéresse au concept de 'capital social'.

## Publications
- (en) A world in convulsions,TSCF Policy Futures, Brussels, 2008, http://www.socialcapital.is/TSCF/Hunout_2008.pdf, TSCF POlicy Futures, Brussels, 2008
- (en) The Destruction of Society: Challenging the 'Modern' Triptyque: Individualism, Hedonism, Consumerism, with Didier Le Gall and Brent Shea (The International Scope Review, Issue 9, Volume 5, 2003)[1]  (ISSN 1374-1217)
- (en) Referring Governments to the Community: Henry David Thoreau Revisited, with Maya David and Jean Dewitt (The International Scope Review, Issue 12, Volume 7, 2005)[2]
- (de) Einwanderung und Identität in Deutschland und Frankreich, The International Scope Review, 1999, deutsche Fassung[3]
- Droit du travail et psychologie sociale (Klincksieck, 1990, 2002) (ASIN 2865632628)
- L’Entreprise et le Droit du travail : Une comparaison franco-allemande  (CIRAC, 1993)  (ISBN 2905518251)
- Droit du travail et culture sociale : L'Exemple allemand (L’Harmattan, 2000)  (ISBN 2738477852)
- « Conseils de prud'hommes : Un exemple de prise de décision dans un contexte institutionnel », Revue française de sociologie, vol. 28, no 3, 1987, pp. 453–481.
- Psychologie judiciaire et droit prud'homal, thèse de 3e cycle, Psychologie, Paris, EHESS, 1985, dact., 522 f°; Paris, Méridiens Klincksieck, 1990, 276 p.
- Droit du travail et psychologie sociale, avec Serge Moscovici, Méridiens Klincksieck, Paris (1990) (Monographie)
- « La Psychologie sociale des décisions de justice : Une discipline en émergence », Déviance et société, 1987, vol. 11, no 3, pp. 271–292.
- « Les Méthodes d'évaluation des emplois : Du classement des emplois à la mesure des compétences », Formation emploi, no 39, juil.-sept. 1992, pp. 35–43
- L’Évaluation et la Classification des emplois, Paris, CEREQ, 1987.